# Fuirena swamyi
Fuirena swamyi är en halvgräsart som beskrevs av Ethirajalu Govindarajalu. Fuirena swamyi ingår i släktet Fuirena och familjen halvgräs. IUCN kategoriserar arten globalt som sårbar. Inga underarter finns listade i Catalogue of Life.